# Inre staden
Stockholms innerstad ou Inre staden est le centre-ville de Stockholm en Suède.

## Géographie
Au centre-ville de Stockholm, et en particulier à Norrmalm et à Gamla stan, se trouvent la majorité des institutions parlementaires et politiques suédoises, la majorité des bâtiments historiques de Stockholm et une représentation significative des activités financières et bancaires du pays.
La frontière entre les provinces historiques du Södermanland et de l'Uppland divise le centre-ville de Stockholm en deux parties.

## Quartiers du centre-ville
Le centre-ville se compose de 21 quartiers, regroupés en trois districts :
| District          | Quartiers                                                                                                |
| ----------------- | --- |
| Kungsholmen       | - Kungsholmen - Stadshagen - Kristineberg - Fredhäll - Marieberg - Lilla Essingen - Stora Essingen       |
| Norra innerstaden | - Norrmalm - Vasastaden - Skeppsholmen - Östermalm - Hjorthagen - Gärdet - Djurgården - Norra Djurgården |
| Södermalm         | - Gamla stan - Riddarholmen - Långholmen - Reimersholme - Södermalm - Södra Hammarbyhamnen               |